# Imed Ben Younes
Imed Ben Younes (arabe : عماد بن يونس), né le 16 juin 1974 à Sfax, est un joueur puis entraîneur de football tunisien.

## Parcours de joueur
Il naît le 16 juin 1974 dans une famille qui l'encourage à pratiquer une activité sportive dès son jeune âge. À 21 ans, il quitte son club junior, le Sfax railway sport, pour jouer dans le club de l'Étoile sportive du Sahel et y occupe le poste d'attaquant.
Il joue dans la sélection tunisienne dès 1995 en portant le maillot numéro deux. Il participe aux Jeux olympiques d'été de 1996 à Atlanta et à la coupe du monde 1998.
En 1998, il rejoint le Club sportif sfaxien où il passe quatre ans. Il joue pour l'Espérance sportive de Tunis lors de la saison 2003-2004 et pour l'Étoile olympique La Goulette Kram pendant la saison 2004-2005.

## Palmarès
- Championnat de Tunisie : 1997
- Coupe de Tunisie : 1996

## Parcours d'entraîneur
- novembre 2019-juin 2020 : Étoile sportive du Sahel (assistant)
- juillet-septembre 2022 : Raja Club Athletic (assistant)
- octobre 2022-mai 2023 : Union sportive monastirienne (assistant)
- mai-juillet 2023 : Union sportive monastirienne
- juillet 2023-janvier 2024 : Étoile sportive du Sahel
- février-juin 2024 : Olympique de Béja[3]
- juillet-septembre 2024 : Club athletique bizertin[4],[5]
- depuis septembre 2024 : Étoile sportive de Métlaoui[6]